# Schwäbisch Hall Unicorns
De Schwäbisch Hall Unicorns is een Duitse American-footballteam uit Schwäbisch Hall, uitkomend in de German Football League.

## Geschiedenis
De Schwäbisch Hall Unicorns zijn opgericht in 1983. Vijf jaren later speelden de Unicorns drie seizoenen lang, van 1988 tot 1990, in de hoogste Duitse liga. 2001 kwamen zij terug naar de German Football League en berijkten de play-offs. Ook in de volgende jaren kwalificeerden zich de Unicorns voor de play-offs, waar zij 2005 voor het eerste keer in de halve finale kunden maken. In 2008 misten zij de play-offs maar een keer sind 2001.
2009 wonnen de Unicorns de conferentie GFL Zuid voor het eerste keer. Sinds 2011 eindigden zij altijd op de eerste plaats in hun conferentie. 2011 wonnen de Unicorns ook de German Bowl en herhaalden dit een jaar later.
2012 speelden de Unicorns om de Eurobowl en wonnen hun poule in de groepsfase. In de kwartfinale vorloren zij tegen de Vienna Vikings. 2015 berijkten de Unicorns de Eurobowl, maar verloren tegen de Braunschweig Lions.
In de seizoenen 2017 en 2018 wonnen de Unicorns de German Bowl, hun titels 3 en 4. Vanaf 2014 tot 2023 stonden de Unicorns elk keer in de German Bowl.
In 2021 speelden de Unicorns opnieuw in een Europese competitie, de Central European Football League. Ze gingen meteen door naar de finale en versloegen de regerend kampioen Raiders Tirol. In het seizoen 2022 herhaalden ze hun success en versloegen de Panthers Parma in het finale.

## Resultaten
- Central European Football League
  - titels (2): 2021, 2022

- Eurobowl
  - finalist (1): 2015

- German Bowl:
  - titels (5): 2011, 2012, 2017, 2018, 2022
  - finalist (11): 2011, 2012, 2014–2019, 2021–2023

- GFL Zuid
  - winnaar (14) 2009, 2011–2019, 2021–2024